# Aporophyla pascuea
Aporophyla pascuea là một loài bướm đêm trong họ Noctuidae.